# Українські футбольні клуби в єврокубках (1970—1980)
Українські футбольні клуби в єврокубках (1970—1980) — результати матчів українських футбольних команд у європейських клубних турнірах, які проводилися під егідою УЄФА в 1970—1980 роках. На той момент — це Кубок європейських чемпіонів УЄФА, Кубок володарів кубків УЄФА, Кубок УЄФА (з сезону 1971/1972) та Суперкубок УЄФА (з сезону 1972/1973).

## Сезон 1970/1971
- «Карпати» Львів (володар Кубка СРСР сезону 1969 р.)
  - 1-й раунд Кубка володарів кубків УЄФА
    - 16.09.1970 «Карпати» (Львів) — «Стяуа» (Бухарест, Румунія) 0:1 (Тетару 88)
    - 30.09.1970 «Стяуа» (Бухарест, Румунія) — «Карпати» (Львів) 3:3 (Думітріу 16, Тетару 27-пен., Штефенеску 69 — Кульчицький 13, Габовда 25, Грещак 90)

## Сезон 1971/1972
У цьому сезоні українські клуби не брали участі в єврокубках, оскільки не добилися права участі в цих турнірах за результатами матчів чемпіонату та кубка СРСР.

## Сезон 1972/1973
- «Динамо» Київ (чемпіон СРСР сезону 1971 р.)
  - 1-й раунд Кубка європейських чемпіонів УЄФА
    - 13.09.1972 «Сваровські-Ваккер» (Інсбрук, Австрія) — «Динамо» (Київ) 0:1 (Пузач 89)
    - 27.09.1972 «Динамо» (Київ) — «Сваровські-Ваккер» (Інсбрук, Австрія) 2:0 (Пузач 23, Дамін 51)

  - 2-й раунд Кубка європейських чемпіонів УЄФА
    - 25.10.1972 «Динамо» (Київ) — «Гурник» (Забже, Польща) 2:0 (Мунтян 60-пен., Пузач 75)
    - 08.11.1972 «Гурник» (Забже, Польща) — «Динамо» (Київ) 2:1 (Любанський 30, Горгонь 62 — Блохін 25)[1]

  - Чвертьфінал Кубка європейських чемпіонів УЄФА
    - 07.03.1973 «Динамо» (Київ) — «Реал» (Мадрид, Іспанія) 0:0 [2]
    - 21.03.1973 «Реал» (Мадрид, Іспанія) — «Динамо» (Київ) 3:0 (Сантільяна 2, Агілар 35, Амансіо Амаро 88)

## Сезон 1973/1974
- «Зоря» Ворошиловград (чемпіон СРСР сезону 1972 р.)
  - 1-й раунд Кубка європейських чемпіонів УЄФА
    - 19.09.1973 «Зоря» (Ворошиловград) — АПОЕЛ (Нікосія, Кіпр) 2:0 (Бєлоусов 24, Кузнецов 27)
    - 03.10.1973 АПОЕЛ (Нікосія, Кіпр) — «Зоря» (Ворошиловград) 0:1 (Куксов 58)

  - 2-й раунд Кубка європейських чемпіонів УЄФА
    - 24.10.1973 «Спартак» (Трнава, Чехословаччина) — «Зоря» (Ворошиловград) 0:0
    - 07.11.1973 «Зоря» (Ворошиловград) — «Спартак» (Трнава, Чехословаччина) 0:1 (Мартінкович 61)

- «Динамо» Київ (2-e місце в чемпіонаті СРСР сезону 1972 р.)
  - 1-й раунд Кубка УЄФА
    - 19.09.1973 «Фредрікстад» (Фредрікстад, Норвегія) — «Динамо» (Київ) 0:1 (Кондратов 6)
    - 03.10.1973 «Динамо» (Київ) — «Фредрікстад» (Фредрікстад, Норвегія) 4:0 (Трошкін 15, Колотов 35, Буряк 51, Блохін 90)

  - 2-й раунд Кубка УЄФА
    - 24.10.1973 «Динамо» (Київ) — Б 1903 (Копенгаген, Данія) 1:0 (Буряк 67)
    - 07.11.1973 Б 1903 (Копенгаген, Данія) — «Динамо» (Київ) 1:2 (Крістенсен 80 — Колотов 51, Трошкін 68)

  - 3-й раунд Кубка УЄФА
    - 27.11.1973 «Динамо» (Київ) — «Штутгарт» (Штутгарт, ФРН) 2:0 (Веремієв 16, Трошкін 63)
    - 12.12.1973 «Штутгарт» (Штутгарт, ФРН) — «Динамо» (Київ) 3:0 (Оліхер 40, Гандшу 76, Мартін 87)

## Сезон 1974/1975
- «Динамо» Київ (фіналіст Кубка СРСР сезону 1973 р.)
  - 1-й раунд Кубка володарів кубків УЄФА
    - 18.09.1974 «Динамо» (Київ) — ЦСКА «Септемврійсько Знаме» (Софія, Болгарія) 1:0 (Блохін 57)
    - 02.10.1974 ЦСКА «Септемврійсько Знаме» (Софія, Болгарія) — «Динамо» (Київ) 0:1 (Блохін 81)

  - 2-й раунд Кубка володарів кубків УЄФА
    - 23.10.1974 «Айнтрахт» (Франкфурт-на-Майні, ФРН) — «Динамо» (Київ) 2:3 (Ніккель 2, Кербель 64-пен. — Онищенко 32, Блохін 83, Мунтян 87)
    - 05.11.1974 «Динамо» (Київ) — «Айнтрахт» (Франкфурт-на-Майні, ФРН) 2:1 (Онищенко 1, 37 — Рорбах 47)

  - Чвертьфінал Кубка володарів кубків УЄФА
    - 05.03.1975 «Бурсаспор» (Бурса, Туреччина) — «Динамо» (Київ) 0:1 (Онищенко 21)
    - 19.03.1975 «Динамо» (Київ) — «Бурсаспор» (Бурса, Туреччина) 2:0 (Колотов 72-пен., Мунтян 87)

  - Півфінал Кубка володарів кубків УЄФА
    - 09.04.1975 «Динамо» (Київ) — ПСВ (Ейндговен, Нідерланди) 3:0 (Колотов 17, Онищенко 32, Блохін 56)
    - 23.04.1975 ПСВ (Ейндговен, Нідерланди) — «Динамо» (Київ) 2:1 (Едстрем 24, 86 — Буряк 77)

  - Фінал Кубка володарів кубків УЄФА, Базель / Швейцарія
    - 14.05.1975 «Динамо» (Київ) — «Ференцварош» (Будапешт, Угорщина) 3:0 (Онищенко 18, 39, Блохін 67)

  - Суперкубок УЄФА (1975)
    - 09.09.1975 «Баварія» (Мюнхен, ФРН) — «Динамо» (Київ) 0:1 (Блохін 67)
    - 06.10.1975 «Динамо» (Київ) — «Баварія» (Мюнхен, ФРН) 2:0 (Блохін 40, 53)

## Сезон 1975/1976
- «Динамо» Київ (чемпіон СРСР сезону 1974 р.)
  - 1-й раунд Кубка європейських чемпіонів УЄФА
    - 17.09.1975 «Олімпіакос» (Пірей, Греція) — «Динамо» (Київ) 2:2 (Крітікопулос 35, Айдініу 74 — Колотов 27, 30)[3]
    - 01.10.1975 «Динамо» (Київ) — «Олімпіакос» (Пірей, Греція) 1:0 (Онищенко 66)

  - 2-й раунд Кубка європейських чемпіонів УЄФА
    - 22.10.1975 «Динамо» (Київ) — «Акранес» (Акранес, Ісландія) 3:0 (Буряк 28, 57, Онищенко 31)
    - 05.11.1975 «Акранес» (Акранес, Ісландія) — «Динамо» (Київ) 0:2 (Онищенко 25, Гюннлейгссон 65-авт.) На 62-й хвилині Гадльгрімссон («Акранес») не реалізував пенальті.[4]

  - Чвертьфінал Кубка європейських чемпіонів УЄФА
    - 03.03.1976 «Динамо» (Київ) — «Сент-Етьєн» (Сент-Етьєн, Франція) 2:0 (Коньков 23, Блохін 54)[5]
    - 17.03.1976 «Сент-Етьєн» (Сент-Етьєн, Франція) — «Динамо» (Київ) 3:0 д.ч. (Ревеллі 64, Ларке 71, Рошто 113)

- «Чорноморець» Одеса (3-є місце в чемпіонаті СРСР сезону 1974 р.)
  - 1-й раунд Кубка УЄФА
    - 17.09.1975 «Чорноморець» (Одеса) — «Лаціо» (Рим, Італія) 1:0 (Дорошенко 33)
    - 01.10.1975 «Лаціо» (Рим, Італія) — «Чорноморець» (Одеса) 3:0 д.ч. (Кіналья 89-пен., 102, 120)

## Сезон 1976/1977
- «Динамо» Київ (чемпіон СРСР сезону 1975 р.)
  - 1-й раунд Кубка європейських чемпіонів УЄФА
    - 15.09.1976 «Динамо» (Київ) — «Партизан» (Белград, Югославія) 3:0 (Онищенко 7, Трошкін 80, Блохін 88-пен.)
    - 29.09.1976 «Партизан» (Белград, Югославія) — «Динамо» (Київ) 0:2 (Мунтян 10-пен., Слободян, 65). На 67-й хвилині Перович («Партизан») не реалізував пенальті.

  - 2-й раунд Кубка європейських чемпіонів УЄФА
    - 20.10.1976 «Динамо» (Київ) — ПАОК (Салоніки, Греція) 4:0 (Буряк 14, 22, Колотов 28, Слободян 60)
    - 03.11.1976 ПАОК (Салоніки, Греція) — «Динамо» (Київ) 0:2 (Колотов 73, Блохін 82). На 42-й хвилині Кудас (ПАОК) не реалізував пенальті.

  - Чвертьфінал Кубка європейських чемпіонів УЄФА
    - 02.03.1977 «Баварія» (Мюнхен, ФРН) — «Динамо» (Київ) 1:0 (Кюнкель 43)
    - 16.03.1977 «Динамо» (Київ) — «Баварія» (Мюнхен, ФРН) 2:0 (Буряк 83-пен., Слободян 87). На 39-й хвилині Блохін («Динамо») не реалізував пенальті.

  - Півфінал Кубка європейських чемпіонів УЄФА
    - 06.04.1977 «Динамо» (Київ) — «Боруссія» (Менхенгладбах, ФРН) 1:0 (Онищенко, 71)
    - 20.04.1977 «Боруссія» (Менхенгладбах, ФРН) — «Динамо» (Київ) 2:0 (Бонгоф 21-пен., Вітткамп 82)[6]

- «Шахтар» Донецьк (2-e місце в чемпіонаті СРСР сезону 1975 р.)
  - 1-й раунд Кубка УЄФА
    - 15.09.1976 «Шахтар» (Донецьк) — «Динамо» (Берлін, НДР) 3:0 (Роговський 3, Соколовський 75, Старухін 80)
    - 29.09.1976 «Динамо» (Берлін, НДР) — «Шахтар» (Донецьк) 1:1 (Ноак 11 — Роговський 16)

  - 2-й раунд Кубка УЄФА
    - 20.10.1976 «Шахтар» (Донецьк) — «Гонвед» (Будапешт, Угорщина) 3:0 (Шевлюк 3, Старухін 35, Васін 82)
    - 03.11.1976 «Гонвед» (Будапешт, Угорщина) — «Шахтар» (Донецьк) 2:3 (Козма 35, 70-пен. — Шевлюк 53, Рєзник 60, 65)

  - 3-й раунд Кубка УЄФА
    - 24.11.1976 «Ювентус» (Турин, Італія) — «Шахтар» (Донецьк) 3:0 (Беттега 16, Тарделлі 19, Бонінсенья 38)
    - 08.12.1976 «Шахтар» (Донецьк) — «Ювентус» (Турин, Італія) 1:0 (Шевлюк 35)

## Сезон 1977/1978
- «Динамо» Київ (2-e місце в чемпіонаті СРСР сезону 1976 р. осінь)
  - 1-й раунд Кубка УЄФА
    - 14.09.1977 «Динамо» (Київ) — «Айнтрахт» (Брауншвейг, ФРН) 1:1 (Веремієв 36 — Франк 30)
    - 28.09.1977 «Айнтрахт» (Брауншвейг, ФРН) — «Динамо» (Київ) 0:0

## Сезон 1978/1979
- «Динамо» Київ (чемпіон СРСР сезону 1977 р.)
  - 1-й раунд Кубка європейських чемпіонів УЄФА
    - 13.09.1978 «Гака» (Валкеакоскі, Фінляндія) — «Динамо» (Київ) 0:1 (Балтача 72)[7]
    - 27.09.1978 «Динамо» (Київ) — «Гака» (Валкеакоскі, Фінляндія) 3:1 (Веремієв 31, Хапсаліс 35, Буряк 85 — Ронкайнен 69)[8]

  - 2-й раунд Кубка європейських чемпіонів УЄФА
    - 18.10.1978 «Динамо» (Київ) — «Мальме» (Мальме, Швеція) 0:0 [8]
    - 01.11.1978 «Мальме» (Мальме, Швеція) — «Динамо» (Київ) 2:0 (Сервін 9, Чиндвалль 34)

- «Шахтар» Донецьк (фіналіст Кубка СРСР сезону 1978 р.)
  - 1-й раунд Кубка володарів кубків УЄФА
    - 13.09.1978 «Барселона» (Барселона, Іспанія) — «Шахтар» (Донецьк) 3:0 (Кранкль 1, 46, Тенте Санчес 24)
    - 27.09.1978 «Шахтар» (Донецьк) — «Барселона» (Барселона, Іспанія) 1:1 (Рєзник 1 — Кранкль 34)

## Сезон 1979/1980
- «Динамо» Київ (2-e місце в чемпіонаті СРСР сезону 1978 р.)
  - 1-й раунд Кубка УЄФА
    - 19.09.1979 «Динамо» (Київ) — ЦСКА «Септемврійсько Знаме» (Софія, Болгарія) 2:1 (Безсонов 2, Дем'яненко 55 — Методієв 34)
    - 03.10.1979 ЦСКА «Септемврійсько Знаме» (Софія, Болгарія) — «Динамо» (Київ) 1:1 (Методієв 63-пен. — Буряк 61)

  - 2-й раунд Кубка УЄФА
    - 24.10.1979 «Банік» (Острава, Чехословаччина) — «Динамо» (Київ) 1:0 (Немець 47)
    - 07.11.1979 «Динамо» (Київ) — «Банік» (Острава, Чехословаччина) 2:0 (Дем'яненко 59, Хапсаліс 78)

  - 3-й раунд Кубка УЄФА
    - 28.11.1979 «Локомотив» (Софія, Болгарія) — «Динамо» (Київ) 1:0 (Михайлов 39)
    - 12.12.1979 «Динамо» (Київ) — «Локомотив» (Софія, Болгарія) 2:1 (Блохін 40, Хапсаліс 42 — Дойчев 70)

- «Шахтар» Донецьк (3-є місце в чемпіонаті СРСР сезону 1978 р.)
  - 1-й раунд Кубка УЄФА
    - 19.09.1979 «Шахтар» (Донецьк) — «Монако» (Монако, Франція) 2:1 (Соколовський 48, 70 — Петі 80)
    - 03.10.1979 «Монако» (Монако, Франція) — «Шахтар» (Донецьк) 2:0 (Онніс 48, Дальже 53)